# 伊藤嘉余子
伊藤 嘉余子（いとう かよこ、1975年 - ）は、日本の福祉学者、大阪公立大学教授。

## 人物・来歴
愛知県生まれ。1999年同志社大学文学部社会学科社会福祉学専攻卒業。2001年同大学院文学研究科博士前期課程修了、2007年日本社会事業大学大学院社会福祉学研究科博士後期課程修了、「児童養護施設におけるレジデンシャルワークの展開に関する研究 施設職員の職場環境に焦点をあてて」で博士（社会福祉学）。福島学院大学講師、2006年埼玉大学教育学部乳幼児教育講座講師、2009年准教授、2012年大阪府立大学教育福祉学類准教授、2017年教授、2022年大阪公立大学教授。社会福祉学。社会福祉士、保育士。
NPO法人CAPセンター・JAPAN理事長（2022年～）。日本子ども家庭福祉学会会長（2023年～）
NPO法人日本こども支援協会理事、NPO法人子どもデザイン教室理事、NPO法人GivingTree理事

## 著書
- 『児童養護施設におけるレジデンシャルワーク 施設職員の職場環境とストレス』明石書店, 2007.10

### 共編著
- 『保育者のための児童福祉論』才村純編著,石渡和実, 大竹智, 斉藤進, 才村眞理, 坂本健,澁谷昌史, 千葉千恵美 共著. 樹村房, 2008.3
- 『児童福祉 子ども家庭福祉と保育者』 (保育・教育実践テキストシリーズ) 柏女霊峰共編著. 樹村房, 2009.2
- 『社会福祉援助技術 保育者としての家族支援』 (保育・教育実践テキストシリーズ) 柏女霊峰共編著. 樹村房, 2009.4
- 『Q&Aでわかるソーシャルワーク実践 ジレンマを克服し、困難を乗り越える考え方、関わり方』星野晴彦, 澁谷昌史編, 粟野明子,児島亜紀子, 佐藤貴洋,須藤八千代,宮内佳代子共著. 明石書店, 2012.10
- 『社会的養護の子どもと措置変更 養育の質とパーマネンシー保障から考える』編著. 明石書店, 2017.11
- 『社会的養護内容』 (MINERVAはじめて学ぶ子どもの福祉）小池由佳共編著. ミネルヴァ書房, 2017.12
- 『子ども家庭福祉』 (MINERVAはじめて学ぶ子どもの福祉）澁谷昌史共編著. ミネルヴァ書房, 2017.2
- 『家庭支援論』 (MINERVAはじめて学ぶ子どもの福祉）野口啓示共編著. ミネルヴァ書房, 2017.7
- 『社会的養護』 (MINERVAはじめて学ぶ子どもの福祉）福田公教共編著. ミネルヴァ書房, 2018.11
- 『子どもを支える家庭養護のための里親ソーシャルワーク』 (MINERVAはじめて学ぶ子どもの福祉）福田公教共編著. ミネルヴァ書房, 2020.11
- 『保育・幼児教育・子ども家庭福祉辞典』中坪史典,山下文一,松井剛太,立花直樹共編集委員. ミネルヴァ書房, 2021.6
- 『家庭養護のしくみと権利擁護』 (シリーズみんなで育てる家庭養護 里親・ファミリーホーム・養子縁組）澁谷昌史共編集. 明石書店, 2021.6

翻訳
- ジョン・E.B. マイヤーズ『アメリカの子ども保護の歴史 虐待防止のための改革と提言』 (明石ライブラリー) 庄司順一, 澁谷昌史共訳. 明石書店, 2011.11